# Nowe przygody Kubusia Puchatka
Nowe przygody Kubusia Puchatka (ang. The New Adventures of Winnie the Pooh, 1988–1991) – amerykański serial animowany zrealizowana na podstawie postaci z książek dla dzieci Kubuś Puchatek i Chatka Puchatka A.A. Milne’a. Opowiada o dalszych losach Kubusia Puchatka i jego przyjaciół. Serial liczy 51 odcinków.

## Obsada głosowa
- Jim Cummings –
  - Kubuś Puchatek,
  - Tygrys (sezony 3-4),
  - różne role
- Tim Hoskins – Krzyś
- John Fiedler – Prosiaczek
- Paul Winchell – Tygrys (sezony 1-3)
- Ken Sansom(inne języki) –
  - Królik,
  - różne role
- Michael Gough – Gofer
- Peter Cullen –
  - Kłapouchy,
  - różne role
- Hal Smith(inne języki) –
  - Sowa,
  - różne role
- Nicholas Melody – Maleństwo
- Patricia Parris(inne języki) –
  - Kangurzyca,
  - mama Krzysia
  - różne role

Materiał źródłowy:

### Wersja polska
- Jan Kociniak – Kubuś Puchatek
- Mateusz Damięcki – Krzyś
- Mirosław Wieprzewski – Prosiaczek
- Jacek Czyż – Tygrys
- Ryszard Nawrocki – Królik,
- Ryszard Olesiński –
  - Gofer,
  - różne role
- Jan Prochyra – Kłapouchy
- Włodzimierz Bednarski –
  - Sowa,
  - różne role
- Norbert Jonak – Maleństwo
- Aleksandra Kisielewska – Kangurzyca
- Ewa Kania – mama Krzysia

Materiał źródłowy:

## Produkcja

### Przygotowanie
W związku z ogromną popularnością animowanych filmów o Kubusiu Puchatku Walt Disney Productions, animowany serial o Kubusiu Puchatku został po raz pierwszy zaproponowany przez wiceprezesa Walt Disney Television Animation, Gary’ego Krisela, podczas jednego ze spotkań, podczas którego analizowano aktywa firmy i perspektywy na przyszłość. Rich Frank później wspominał go, mówiąc: „Myślę, że Puchatek jest świetną postacią do kreskówki w sobotni poranek”. Wierzył, że licencja, którą posiadała wówczas sieć sklepów Sears, sprawdzi się jako świetne narzędzie promocyjne. Skontaktowano się więc z Markiem Zaslove’em, który niedawno zakończył pracę nad pilotażowym odcinkiem Kaczych opowieści w celu napisania dokumentu opisującego serial. Został on napisany w weekend podczas Memorial Day w 1987 roku, kiedy Zaslove miał tylko trzy dni na złożenie propozycji. Ostatecznie propozycja została dobrze przyjęta przez The Walt Disney Company.
Zamiast sprzedawania Kubusia Puchatka dla różnych stacji, program został skierowany bezpośrednio do ABC. Kanał ten desperacko szukał jakiejś kreskówki Disneya do swojego sobotniego porannego bloku, który spadł na ostatnie miejsca w rankingach. Wierzyli, że Puchatek może pomóc zwiększyć oglądalność kanału.
Program został oficjalnie ogłoszony w prasie 15 listopada 1987 roku. Serial był pierwotnie postrzegany jako ryzykowny, a ludzie nie byli przekonani, czy Puchatek przetrwa na nowym medium. W tamtym czasie poranne sobotnie kreskówki były kojarzone z nudnymi, powtarzającymi się fabułami, płaskimi postaciami i tanią animacją. W rezultacie fani animacji przyjęli plany Disneya co do adaptacji ulubionego bohatera z dzieciństwa na mały ekran z mieszanką sceptycyzmu i przerażenia, obawiając się, że serial nie przebije oryginalnych filmów kinowych.

### Realizacja
Stacja ABC od razu chętnie zleciła 25 półgodzinnych odcinków Nowych przygód Kubusia Puchatka, zamiast standardowych 13-17. Serial opracował Karl Geurs – samozwańczy fan Kubusia Puchatka, co zajęło mu to wiele miesięcy. W tym czasie Walt Disney Television Animation miało raptem 80 pracowników i dwa projekty w produkcji. Wydział nie posiadał wtedy nawet własnych obiektów, więc pracownicy byli zmuszeni pracować w budynku Academy of Television Arts & Sciences. Zaś The Walt Disney Company stawiało te same wysokie wymagania jak przy swoich dużych filmach. Mieli nadzieję, że wyznaczą nowy standard doskonałości w sobotnim porannym bloku telewizyjnym, z „opowiadaniem bogatym w język i wartości, a także wspaniałymi, dobrze granymi postaciami”, które spodobają się widzom w każdym wieku.
Proces pisania rozpoczął się od przekazania założeń fabularnych Zaslove’owi, który pełnił przez pierwszy sezon funkcję redaktora fabuły. Wybrano te najlepsze, które zostały wysłane do kierownictwa ABC w celu zatwierdzenia, a następnie opracowano zarysy historii i scenariusze. Proces taki trwał około czterech tygodni na odcinek. Członkowie ekipy byli fanami prac Milne'a, nieustannie porównywali swoje prace z oryginalnymi książkami o Puchatku, aby pozostać wiernym zamysłowi Milne'a. Szczególną uwagę zwrócono na zachowanie osobowości postaci tak, jak zostały one pierwotnie napisane. W kreskówce starano się zachować właściwą równowagę między akcją i przygodą, a fantastyką. Redakcja miała nadzieję, że uda się też przekazać ducha krótkometrażówek Walta Disneya z lat 40., czerpiąc inspirację z Jacka Hannaha, Warda Kimballa oraz Jacka i Dicka Kinneyów.
Seria miała jednego dyrektora ds. wewnętrznych. Dbano o to, aby nie było żadnych niewłaściwych zachowań, które mogłyby naśladować dzieci. Spierano się o to, czy Gofer powinien używać materiałów wybuchowych. Firma konsultingowa z siedzibą w Glendale w Kalifornii doradzała zespołowi, co postacie miały robić oraz jak powinny mówić i wyglądać, aby lepiej dostosować się do docelowej grupy demograficznej. Relacje z personelem produkcyjnym zostały ocenione jako pozytywne.
Podobnie jak większość innych kreskówek, produkcja animacji została zlecona innym krajom. Dokonano tego głównie ze względu na koszty i ograniczoną dostępność artystów w Stanach Zjednoczonych. Tekst, muzyka, reżyseria, projekty postaci i kolor zostały opracowane przez ok. 30 pracowników Disneya w Hollywood. Potem wszystko to zostało wysłane za granicę na animację. Przy tuszowaniu i drukowaniu miało pracować 300 pracowników.
Do serialu użyto zaskakująco dużej liczby klatek animacji, z 20 tys. w każdym odcinku, w przeciwieństwie do 8–12 tys. w przypadku typowych kreskówek. Program miał więcej rysunków na minutę niż jakakolwiek inna kreskówka telewizyjna w tamtym czasie. Większość odcinków z pierwszego sezonu było wykonywane przez japońskie studio TMS Entertainment w Tokio, a później w angielskim Walt Disney Animation UK Ltd. w Londynie, koreańskim Hanho Heung-Up w Seulu oraz tajwańskim Wang Film Productions w Tajpej. 16 odcinków zostało również wyprodukowanych przez australijski oddział Walt Disney Television Animation w Sydney (odcinki wykonane przez to studio wyróżniały się charakterystyczną grubszą kreską i płynniejszą animacją). Animację dostarczyły również studia Fil-Cartoons (spółka zależna od Hanna-Barbera) i Toon City w Manili.
Po zakończeniu animacji taśmy produkcyjne zostały wysłane z powrotem do Stanów Zjednoczonych, gdzie dodano muzykę i efekty dźwiękowe. Muzyka była szczególnie chwalona przez krytyków. Skomponował ją Thom Sharp. Do jej nagrania wykorzystano orkiestrę, wykorzystującą instrumenty takie jak trąbki, instrumenty dęte drewniane i pełną sekcję smyczkową. Tworzeniem piosenek zajął się Steve Nelson, który napisał piosenkę tytułową serialu, która została wykonana w oryginalnej wersji przez Steve’a Wooda. Istnieje również inna wersja piosenki z wokalem Jima Cummingsa, która pojawiła się w powtórkach serialu na amerykańskim Disney Channel w 1994 roku. Nelson skomponował także kilka dodatkowych piosenek, które pojawiły się we wczesnych odcinkach.

## Premiera
W wyniku porozumienia z ABC serial miał swoją premierę na Disney Channel 17 stycznia 1988 roku. Trzynaście odcinków było emitowanych o 8:30 w weekendy. Emisja programu zakończyła się w lipcu tego samego roku. Następnie program przeniósł się do sobotniego poranka, gdzie był emitowany przez pełną godzinę od 8:30 do 9:30. W drugim sezonie program został skrócony do 30 minut, aby zrobić miejsce na nowe produkcje. Program został połączony z Gumisiami i wyemitowany jako część Gummi Bears-Winnie the Pooh Hour.
W Polsce serial pojawił się pierwszy raz na antenie TVP1 w bloku Walt Disney przedstawia od 22 marca 1992 roku i był emitowany do 10 stycznia 1993 roku oraz od 20 czerwca 1993 roku do 25 lipca 1993 roku. Był nadawany ponownie na tym samym kanale od marca 1997 roku do kwietnia 1998 roku. Emisja serialu została wznowiona 5 marca 2006 roku i trwała do 11 marca 2007 roku. Wszystkie emisje na TVP1 były emitowane w ramach niedzielnej Wieczorynki. Od 1 października 2012 roku serial emitowano na kanale Disney Junior. Od 10 lutego 2016 roku serial pojawił się na antenie Puls 2. Na Pulsie 2 serial był powtarzany od 26 października 2016 roku do 2017 roku. Od 2 stycznia 2020 roku kreskówka ponownie była emitowana na Pulsie 2. Od 2 lipca do 24 lipca 2022 oraz od 17 września do 25 września 2022 roku serial emitowano w weekendy na Disney Channel. 
Kilka odcinków zostało wydane z nowym dubbingiem dla kompilacji Czarodziejski świat Kubusia: Rośniemy z Kubusiem oraz Czas prezentów. 14 lutego 2020 roku w Pulsie 2 odcinki 27 i 30b zostały wyemitowane z nowym dubbingiem jako Kubuś i przyjaciele odwołują walentynki i Trzy małe świnki.

## Odcinki
- Na przełomie lat 80. i 90. powstało 51 odcinków, w tym 1 świąteczny.
- Niektóre odcinki składają się z dwóch 11-minutowych epizodów, a niektóre są 22-minutowe. Odcinki 28 i 30 są natomiast podzielone na 15- i 5-minutowe segmenty.